# مانفرد فون ریشتهوفن
مانفرد آلبراخت فریهرر فون ریشتهوفن (به آلمانی: Manfred Albrecht Freiherr von Richthofen؛ زادهٔ ۲ مه ۱۸۹۲†– درگذشتهٔ ۲۱ آوریل ۱۹۱۸) که با نام‌های بارون فون ریشتهوفن یا بارون سرخ نیز شناخته می‌شود، خلبان جنگنده نیروی هوایی آلمان در طول جنگ جهانی اول بود. او با ۸۰ پیروزی در نبردهای هوایی رسماً به عنوان خلبان تک‌خال جنگ شناخته می شود.
ریشتهوفن که در اصل یک سواره نظام بود، در سال ۱۹۱۵ به بخش خدمات هوایی منتقل شد و یکی از اولین اعضای اسکادران جنگنده جاگدستافل ۲ در سال ۱۹۱۶ شد. او به سرعت توانایی‌های خود را به عنوان خلبان جنگنده اثبات کرد و در سال ۱۹۱۷ رهبر جاستا ۱۱ شد. بعدها او بال (یگان نظامی) بزرگتر جاگدگشوادر ۱ را رهبری کرد که به دلیل رنگ‌های روشن (قرمز) هواپیماها و شاید به دلیل نحوه انتقال یگان از یک منطقه فعالیت هوایی متفقین بیشتر با نام «سیرک پرواز» یا «سیرک ریشتهوفن» شناخته می‌شود. در سال ۱۹۱۸، ریشتهوفن به عنوان یک قهرمان ملی در آلمان شناخته می‌شد و مورد احترام دشمنانش بود.
ریشتهوفن در ۲۱ آوریل ۱۹۱۸ در نزدیکی واوکس سور، سومه در نبرد هوایی سرنگون شد و کشته شد. در مورد جنبه‌های حرفه‌ای او، به‌ویژه مرگش، بحث‌های قابل‌توجهی صورت گرفته است. او یکی از شناخته‌شده‌ترین خلبان‌های جنگنده در تمام دوران است و سوژه بسیاری از کتاب‌ها، فیلم‌ها و رسانه‌های دیگر بوده است. ریشتهوفن هرگز ازدواج نکرد و هیچ فرزند شناخته شده‌ای نداشت.

## نام و القاب
ریشتهوفن یک فریهر (به معنای واقعی «ارباب آزاد») بود. این یک عنوان اشرافی است که اغلب به «بارون» ترجمه می شود.   بارون یک نام خاص یا یک عنوان ارثی نیست، چرا که همه اعضای مذکر خانواده، حتی در زمان حیات پدرشان، از آن برخوردار بودند.  ریشتهوفن هواپیمای خود را با رنگ قرمز رنگ آمیزی می‌کرد، که در ترکیب با عنوان اشرافی او، لقب «بارون سرخ» را ایجاد کرد. () نامی که در داخل و خارج آلمان برای ریشتهوفن رایج است. او در طول زندگی‌اش، بیشتر به آلمانی به عنوان Der Rote Kampfflieger توصیف می‌شد. این نام به‌عنوان «فلایر نبرد قرمز» یا «خلبان جنگنده سرخ» ترجمه شد و کتاب زندگی‌نامه ریشتهوفن در سال ۱۹۱۷ نیز به همین نام منتشر شد. 

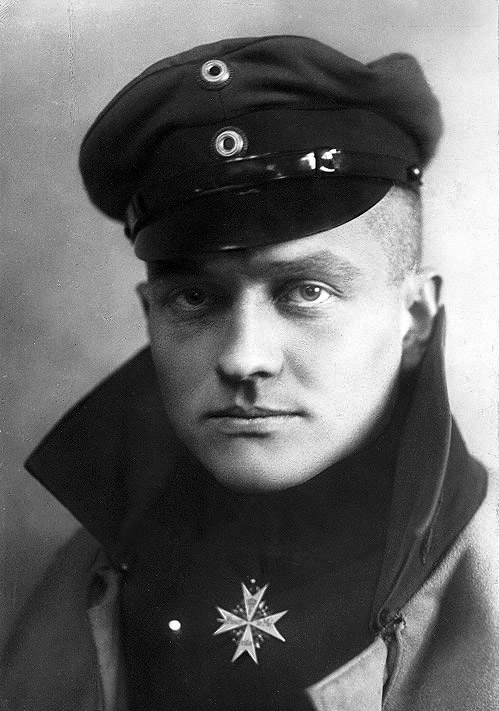
مانفرد فون ریشتهوفن

## زندگی

### کودکی و نوجوانی
ریشتهوفن در ۲ مه ۱۸۹۲ در کلینبورگ، نزدیک برسلاو (اکنون بخشی از شهر وروتسواف، لهستان) در یک خانواده اشرافی برجسته پروس (نام قدیم آلمان) به دنیا آمد.   او دومین فرزند از چهار فرزند افسر سوارکار، آلبرشت فریهرر فون ریشتهوفن (۱۸۵۹–۱۹۲۰) و همسرش کونیگونده بود. خواهران و برادران او لوتار (۱۹۲۲–۱۸۹۴)، خلبان جنگنده، بولکو (۱۹۷۳–۱۹۹۳) و الیزابت (۱۹۶۳–۱۸۹۰) به نام ایلزه بودند.
او سالهای اولیه زندگی خود را در املاک پدربزرگش شلوس رومبرگ گذراند، اما مشکلات اقتصادی پدربزرگش را مجبور به اجاره دادن و سرانجام فروختن املاک خود کرد. زمانی که مانفرد چهار ساله بود، به همراه خانواده‌اش به شوایدنیتس (شویدنگتسا کنونی، لهستان) نقل مکان کرد. او از اسب‌سواری و شکار و همچنین ژیمناستیک در مدرسه لذت می‌برد در این رشته جوایز متعددی را در مدرسه کسب کرد.  او تا ۹ سالگی شهریه خصوصی می‌گرفت. مانفرد جوان به مدت یک سال در مدرسه شویدنیتس تحصیل کرد. مانفرد در برنامه‌های بزرگ شکار شرکت می‌کرد. جایی که او و برادرانش لوتار و بولکو   گراز وحشی، گوزن، پرندگان و آهو را شکار می‌کردند.
سپس مانفرد به درخواست پدرش در مدرسه‌ای در شوایدنیتس حضور یافت. و سپس در ۱۱ سالگی آموزش کادت را در مدرسه نظامی Wahlstatt (در حال حاضر لگنگتسکیه پوله، لهستان) آغاز کرد.
پس از تحصیل در خانه، او به مدت یک سال در مدرسه ای در شوایدنیتس شرکت کرد   پس از تکمیل آموزش کادت در لایشترفلده در سال ۱۹۰۹، به یکی از واحدهای سواره نظام اولان پیوست. پس از حضور در مدرسه جنگ؛ در ۱۹ نوامبر ۱۹۱۲، درجه ستوانی گرفت و به فرماندهی دسته ۳ در استروو منصوب شد.

### شروع جنگ جهانی اول
در آغاز جنگ جهانی اول، ریشتهوفن و گروهانش ابتدا در مرز روسیه مستقر و پس از چند روز به جبهه غرب منتقل شدند. هنگ او با استفاده از منطقه مرزی دیدنوفن به لوکزامبورگ عبور کرده و سپس از این طریق به بلژیک لشکر کشید. وی در طی این مدت سوار برگشتی‌های شناسایی مشغول جمع‌آوری اطلاعات از خطوط پشتی دشمن بود. در اول سپتامبر ۱۹۱۴، پس از نبردهای مرزی در وردون به عنوان افسر اطلاعات به ارتش چهارم منتقل شد. ریشتهوفن در اول ژانویه ۱۹۱۵ برای فرار از یکنواخت بودن جنگ موضعی، درخواست انتقال خود را داده و در تاریخ ۱۵ ژانویه به عنوان یک افسر منظم به تیپ ۱۸ پیاده منتقل شد. از آنجایی که فعالیتهای جدید او در منطقه پشت جبهه و به دور از خطوط مقدم انجام می‌شد، وقت بیشتری داشت که مشغول شکار باشد. در آنجا نیز او احساس می‌کرد که فعالیتهایش هیچ چالش و هیجانی ندارد. عطش او برای عمل سرانجام او را بر آن داشت تا به نیروی هوایی منتقل شود. در تاریخ ۳۰ مه ۱۹۱۵، آموزش خود را به عنوان ناظر در یک دوره در بخش ۷ جایگزینی هواپیمایی در کلن آغاز کرد. ابتدا یک دوره ۳۰ روزه را در کُلن و سپس یک دوره عملی ۱۴ روزه را در (Grossenhain) نزدیک درسدن گذراند. در ۲۱ ژوئن ۱۹۱۵، ریشتهوفن به عنوان افسر (Feldflieger -teilung 69) که در جبهه شرقی در نزدیکی لمبرگ مستقر بود منصوب شده و وظیفه انجام پروازهای شناسایی، بیش از حرکات نیروهای روسی در لهستان و گالیسیای روسیه را داشت. در طول پروازهای شناسایی ریشتهوفن با چندین سرباز جبهه روسی در مواضع خود جنگید.
در آغاز جنگ جهانی اول، ریشتهوفن و گروهانش ابتدا در مرز روسیه مستقر و پس از چند روز به جبهه غرب منتقل شدند. هنگ او با استفاده از منطقه مرزی دیدنوفن به لوکزامبورگ عبور کرده و سپس از این طریق به بلژیک لشکر کشید. وی در طی این مدت سوار برگشتی‌های شناسایی مشغول جمع‌آوری اطلاعات از خطوط پشتی دشمن بود. در اول سپتامبر ۱۹۱۴، پس از نبردهای مرزی در وردون به عنوان افسر اطلاعات به ارتش چهارم منتقل شد. ریشتهوفن در اول ژانویه ۱۹۱۵ برای فرار از یکنواخت بودن جنگ موضعی، درخواست انتقال خود را داده و در تاریخ ۱۵ ژانویه به عنوان یک افسر منظم به تیپ ۱۸ پیاده منتقل شد. از آنجایی که فعالیتهای جدید او در منطقه پشت جبهه و به دور از خطوط مقدم انجام می‌شد، وقت بیشتری داشت که مشغول شکار باشد. در آنجا نیز او احساس می‌کرد که فعالیتهایش هیچ چالش و هیجانی ندارد. علاقه او به خدمات هوایی با بررسی یک هواپیمای نظامی آلمانی در پشت خطوط برانگیخته شده بود و این اشتیاق سرانجام او را بر آن داشت تا به نیروی هوایی منتقل شود. او در درخواست انتقال خود نوشته بود: «من برای جمع‌آوری پنیر و تخم مرغ به جنگ نرفته‌ام، بلکه برای هدف دیگری به جنگ رفته‌ام.»   درخواست او پذیرفته شد، و ریشتهوفن در پایان می ۱۹۱۵ به خدمات پرواز ملحق شد.
در تاریخ ۳۰ مه ۱۹۱۵، آموزش خود را به عنوان ناظر در یک دوره در بخش ۷ جایگزینی هواپیمایی در کلن آغاز کرد. ابتدا یک دوره ۳۰ روزه را در کُلن و سپس یک دوره عملی ۱۴ روزه را در (Grossenhain) نزدیک درسدن گذراند. در ۲۱ ژوئن ۱۹۱۵، ریشتهوفن به عنوان افسر (Feldflieger -teilung 69) که در جبهه شرقی در نزدیکی لمبرگ مستقر بود منصوب شد و وظیفه انجام پروازهای شناسایی، بیش از حرکات نیروهای روسی در لهستان و گالیسیای روسیه را به‌عهده گرفت. او در طول پروازهای شناسایی با چندین سرباز جبهه روسی در مواضع خود جنگید.
در اوت ۱۹۱۵، از جبهه شرقی به جبهه غربی منتقل شد و به بخش کبوتران حامل اوستنده منصوب شد. این واحد در واقع اولین اسکادران رزمی (OHL) بود که هدف آن پرواز و بمباران مواضع انگلیس بود. در آنجا او با دوست خلبانش، گئورگ زئومر پرواز کرد که بعداً به او پرواز انفرادی را آموزش داد.  از آنجا که دامنه پرواز بمب افکن‌های AEG G کافی نبود، انجام عملیات محدود به کانال و مناطق داخلی فرانسه شده بود. در سپتامبر ۱۹۱۵، ریشتهوفن درخواست انتقال به بخش کبوتران حامل متس را داد. او در قطار به مقصد متس، در واگن ناهارخوری اسوالد بوئلکه را ملاقات کرد. کسی که بعدها فرمانده و همکار او شد. ریشتهوفن آموزش خلبانی خود را در متس، به پایان رسانده و سومین تلاش را پشت سر گذاشت و در ۲۴ دسامبر سال ۱۹۱۵ مجوز پرواز را دریافت کرد.
او گفته است که در همین زمان (سپتامبر ۱۹۱۵)، پس از انتقال به اوستنده در جبهه شامپاین در یک نبرد هوایی توانسته است یک هواپیمای مهاجم فرانسوی فارمان را با مسلسل خود سرنگون کرد. اما چون این اتفاق در خاک فرانسه رخ داده بود هرگز تایید نشد.
ریشتهوفن اول مارس ۱۹۱۶ به عنوان عضو اسکادران ۸ از اسکادران دوم رزمی درعملیات وردون بازگشت. در سپتامبر ۱۹۱۶ به یگان جاستا ۲ که تحت فرماندهی اسوالد بوئلکه بود، پیوست و در ۱۷ سپتامبر ۱۹۱۶ اولین موفقیت پروازی خود را در جنگ علیه کامبری به دست آورد. برای تقدیر، بزرگداشت و غسل تعمید خلبانان با آتش، بوئلکه به هر یک از خلبانان موفق خود یک جام افتخاری اهدا کرد. ریشتهوفن پس از هر پیروزی هوایی، یک جام نقره‌ای کوچک خریداری و روی آن تاریخ و نوع هواپیمای ساقط شده را حک می‌کرد. بعدها او این جام‌ها را به همراه یک جواهر مشهور در برلین تحویل داد.

## خلبانی
ریشتهوفن یک کاربَلد ماهر بود که اصول مندرج توسط معلم خود (Dicta Boelcke) را به دقت رعایت می‌کرد و معمولاً قبل از جنگ سگها تمام مزایای طرف خود را به ارمغان می‌آورد. بوئلکه در ۲۸ اکتبر ۱۹۱۶ در یک مأموریت رزمی و در حین مانور فرار، با هواپیمای دوستش اروین برخورد کرد که این تصادف باعث آسیب رساندن به بال هواپیمای بوئلکه و در نهایت منجر به سقوط و کشته شدن وی می‌گردد. در ۲۳ نوامبر ۱۹۱۶، ریشتهوفن مأموریت دیگری را با سایر خلبانان انجام داد. در طی عملیات با (جاستا ۲) که توسط اسکادران (Le Sars) انجام می‌شد، با خلبان مشهور انگلیسی (Lanoe Hawker) مواجه می‌شود و باعث وقوع یک جنگ منحنی بین دو خلبان می‌گردد. ریشتهوفن سوار بر یک هواپیمای دوطرفه (Albatros D.II) با هاوکر که سوار بر یک فروند(Airco D.H.2)بود درگیر می‌شود. باد غربی این دو را بر فراز خاک آلمان سوق می‌دهد؛ به همین دلیل هاوکر تلاش می‌کند تا خود را به صورت زیگزاگ به سرزمین‌های تحت تصرف متفقین برگرداند، اما تلاشهایش ثمری نداشت و در نهایت ریشتهوفن هواپیمای هاوکر را (که سرعت آن از آلباتروس کندتر بود) هدف قرار داد که باعث سرنگونی و کشته شدن هاوکر گردید.
ریشتهوفن در ۱۲ ژانویه ۱۹۱۷؛ پس از شانزدهمین پیروزی هوایی خود، نشان افتخار (Pour le Mérite) را که بالاترین نشان در پروس بود، دریافت کرد.
در ژانویه ۱۹۱۷، فرماندهی (Jagdstaffel 11) به ریشتهوفن داده شد. وی از برادرش لوتار، که در سال ۱۹۱۵ به عنوان خلبان نظامی درخواست انتقال کرده بود، خواست که به (Jagdstaffel 11) بپیوندد و در ۲۴ مارس اولین مأموریت رزمی مشترک با برادرش را انجام داد. در ۲۲ مارس ۱۹۱۷، ریشتهوفن به درجه ستوان یکمی و در ۶ آوریل ۱۹۱۷ به ریتمیستر ارتقا یافت. اعطای درجات به دلیل شایستگی‌های خاص وی سریعتر از حد معمول انجام شد.
پس از مرگ ماکس ایملمان در ۱۸ ژوئن ۱۹۱۶ و اسوالد بوئلکه در ۲۸ اکتبر ۱۹۱۶، ریشتهوفن موفق‌ترین خلبان جنگنده آلمانی بود. این قدرت و محبوبیت باعث شده بود انگلیسی‌ها برای خلبانانی که بتوانند ریشتهوفن را سرنگون یا اسیر کنند، پاداشی شامل: مدال صلیب ویکتوریا، یک جایزه تبلیغاتی، یک هواپیمای شخصی به عنوان هدیه، ۵۰۰۰ پوند پول نقد و یک جایزه ویژه از کارخانه هواپیماسازی در نظر بگیرند. اما این موضوع کاملاً بحث‌برانگیز است؛ چرا که هنوز مشخص نیست تبلیغات کدام طرف، آلمانی یا انگلیسی باعث به وجود آمدن «اسکادران ضد ریشتهوفن» که رسماً هرگز وجود نداشت، شده‌است.
در ماه‌هایی که ریشتهوفن (Jasta 11) را هدایت می‌کرد، این یگان تبدیل به یک واحد نخبه شده بود. وی در این مدت بیش از ۲۰ هواپیمای انگلیسی را سرنگون کرد و افرادش نیز تعداد بسیار زیادی کشتار داشتند. این فصل از جنگ نقش مهمی در تخریب روحیه انگلیسی‌ها داشت و به همین دلیل، آوریل ۱۹۱۷ را "آوریل خونین" (آلمانی: "Blutiger April") نامیدند. در این دوره، میانگین امید به زندگی یک خلبان در (Royal Flying Corps نیروی هوایی سلطنتی) و (Royal Naval Air Service خدمات هوایی نیروی دریایی سلطنتی) به پایین‌ترین حد خود رسیده بود و میزان ساعات پروازی از ۲۹۵ ساعت به ۹۲ ساعت کاهش یافته بود. ریشتهوفن به مناسبت موفقیت در سرنگونی پنجاهمین هواپیمای دشمن، توسط ویلهلم دوم پذیرفته و قیصر شخصاً به وی تبریک گفت. ریشتهوفن در میان جمعیت غیرنظامی آلمان هم بسیار محبوب بود. با این حال، در این مدت، وی به‌طور فزاینده ای توسط تبلیغات جنگی مورد استفاده و ستایش قرار می‌گرفت.
در ژوئن ۱۹۱۷، (Jagdgeschwader 1) شامل اسکادران‌های جنگنده ۴، ۶ ، ۱۰ و ۱۱ تشکیل شد. هر چهار اسکادران تحت فرماندهی ریشتهوفن فعالیت داشتند. در ژوئیه ۱۹۱۷ در یک نبرد هوایی از ناحیه سر به شدت زخمی و مجبور به فرود اضطراری می‌گردد؛ این جراحت باعث کوری موقت وی شده و پس از طی دوره نقاهت بهبودی نسبی پیدا می‌کند اما این زخم به‌طور کامل بهبود نمی‌یابد. در دوران نقاهت، زندگینامه ریشتهوفن(Der Rote Kampfflieger)توسط (Ullsteinverlag Berlin) منتشر شد. در این دوران پزشکان به او توصیه می‌کردند کارهای سبک انجام دهد و تمرکزش بر روی بازیابی سلامتی اش باشد.
وی به همراه برادرش لوتار فون ریشتهوفن در ۲۶ دسامبر ۱۹۱۷ به عنوان ناظر در مذاکرات صلح به برست-لیتوفسک احضار شد. از آنجا که مذاکرات زودهنگام قطع شد، فرمانده ارشد منطقه شرق (جبهه ضد روسیه) به برادران اجازه داد تا در جنگلهای بیالوویینا، شکارگاه شخصی تزار، شکار کنند. پس از از سرگیری مذاکرات، هر دو برادر تا اواسط ژانویه ۱۹۱۸ در برست-لیتوفسک ماندند. پس از آن به مانفرد فون ریشتهوفن دستور بررسی نمونه‌های اولیه جدید در مرکز آزمایشگاه نگهداری هواپیماها داده شده بود و همزمان در برخی از وقایع تبلیغاتی کارخانه‌های تسلیحات سازی برلین شرکت می‌کرد.

## نگارخانه

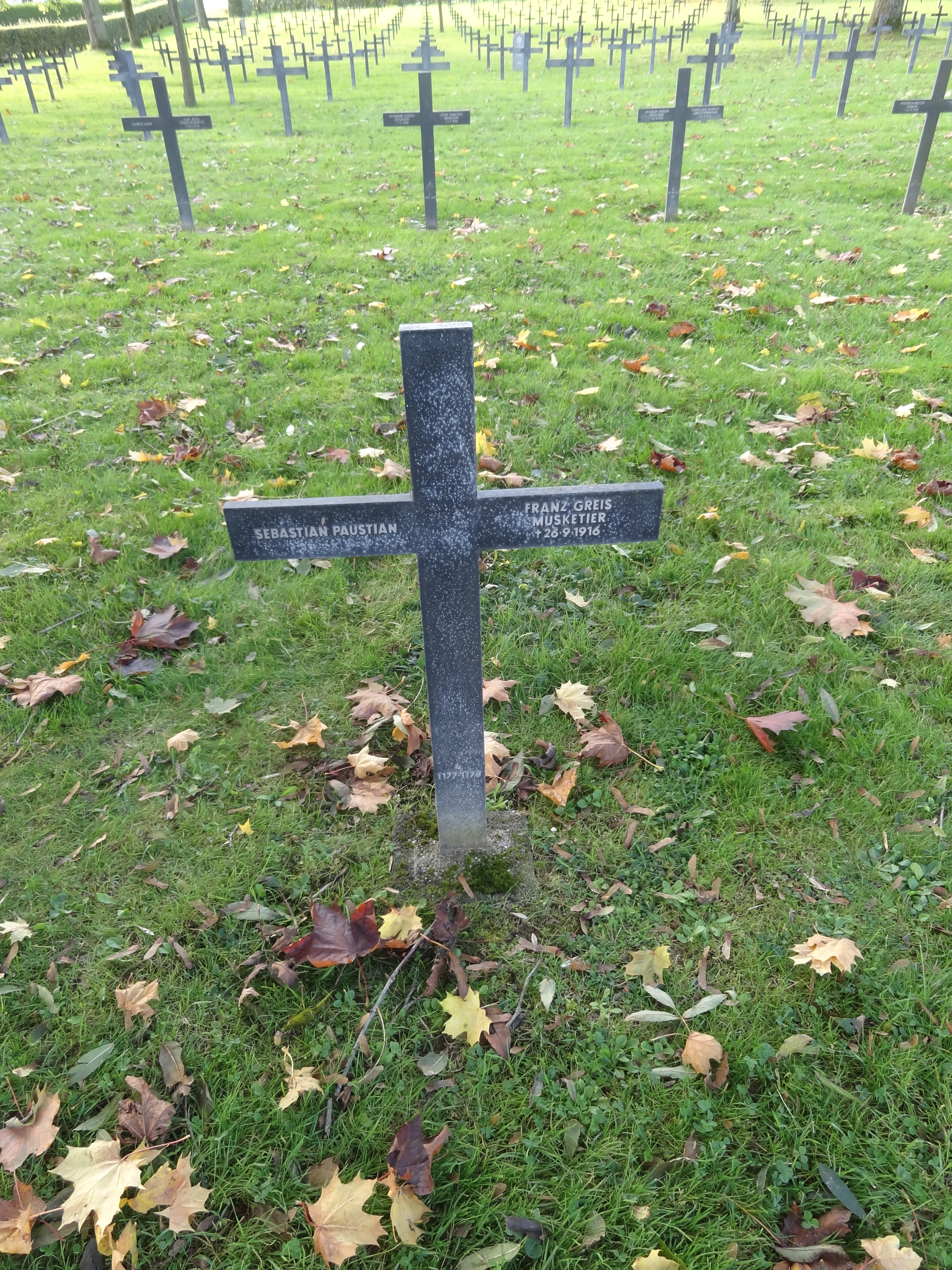